# Фештетич, Шандор
Шандор Агошт Денеш Фештетич (венг. Festetics Sándor Ágost Dénes; 31 мая 1882 — 12 сентября 1956) — венгерский дворянин и член кабинета министров.

## Биография
Граф Фештетич происходил из одной из наиболее влиятельных семей Венгрии. Его отец — Андор Фештетич. Граф Фештетич был выбран для службы в кабинете своего тестя Михая Каройи и назначен министром обороны после демократической революции в 1918 году. Фештетич при этом занимал конрреволюционные позиции и своей важнейшей задачей он считал недопущение усиления революционных, левых движений. Впрочем, его деятельность на этом посту оказалась неудачной: так, он подготовил акцию на 7 января 1919 года с целью ареста лидеров коммунистов и разоружения революционно настроенных войск. Однако план был предан огласке и стал объектом резкой атаки слева, а Фештетич был вынужден отказаться от портфеля военного министра в ходе перестановок в правительстве 19 января. Тем не менее, граф Фештетич остался верен парламентской политике и стал сторонником Иштвана Бетлена.
После некоторого периода отстранения от политической деятельности Фештетич, будучи убеждённым нацистом, в 1933 году возглавил небольшую Венгерскую национал-социалистическую народную партию, используя состояние, полученное им в наследство от своего дяди герцога Тасило, для расширения своей группы.
К 1934 году Фештетич объединился с Золтаном Меско и Фиделем Палффи, чтобы сформировать альянс их движений. Однако вскоре он был исключён из партии, поскольку его приверженность антисемитизму была сочтена недостаточной; Фештетич продолжал нанимать евреев в свои поместья.
Затем он начал сотрудничать с небольшими движениями, возглавляемыми Иштваном Балогом и Кальманом Хубаем, заседая в парламенте с 1935 года до своей отставки в 1939 году.
В соответствии с некоторыми из его современников, которые выступали против влияния евреев, Фештетич был привлечён к идее сионизма как решению проблемы, которую он считал еврейской в Европе.
Действительно, на сессии парламента в 1934 году он заявил, что сионистов следует поддерживать, поскольку все люди, включая евреев, имеют право жить на своей земле. Он также разрешил сионистской организации использовать свою землю для программы сельскохозяйственного обучения еврейской молодёжи, которая готовилась к переезду в Палестину.

### Уход из политики
Фештетич завершил свою политическую карьеру в 1939 году. Он не принимал активного участия в политике во время Второй мировой войны. После Народный суд приговорил его к 5 годам тюремного заключения, он был освобожден в 1949 году и интернирован, поэтому был освобожден только в 1953 году. Умер как частное лицо в своем доме недалеко от озера Балатон в 1956 году. 